# صفاء الدين القادري
الشيخ صفاء الدين القادري، (1903-1975)، عالم مسلم صوفي وفقيه وداعية عراقي.

## سيرته
اسمهُ مركب وهو «محمد صفاء الدين» بن عبد الله بن عبد القادر آل شيخ الحلقة القادرية، وتنتمي أسرتهُ إلى الشيخ عبد الرزاق الكبير نجل الشيخ عبد القادر الجيلاني. ولد صفاء الدين عام 1321 هـ/1903م، في محلة باب الشيخ في العاصمة بغداد. توفي والده عبد الله مبكرا فنشأ في كنف أخوه الأكبر محمد نجيب، فأدخلهُ المدرسة الدينية، وأخذ دروس العلم على يد مجموعة من كبار مشايخ بغداد منهم الشيخ عبد القادر الخطيب، والشيخ قاسم القيسي، والشيخ محمد سعيد الجبوري، وغيرهم.
في 10 آب 1926م، شغل أول وظيفة وهي إمامة إحدى المساجد المعروفة بمحلةِ باب الشيخ ببغداد، بعدها تولى وظيفة التَّدريس في مدرسة البدوي الدينية في بغداد في 2 شباط 1930م، واستمر على وظيفتهِ في بغداد إمامًا ومدرسًا لمدةِ أربعِ سنوات.
في 1 أيلول 1934م، انتدب الشيخ صفاء الدين للإمامة في جامع بعقوبة القديم (قرب العيادة الشعبية حالياً)، وفي عام 1938 تولى الإمامة والخطابة في جامع الشابندر مع البقاء بوظيفتهِ الأصلية في جامع بعقوبة القديم، ولقد أقام الشيخ صفاء الدين في بعقوبة، واتخذ لهُ داراً بقي فيها مع عائلتهِ وظل طوال حياته يلقي المحاضرات والدروس الفقهية في المدينة حتى وفاته.

## من أهم انجازاته
انشغل الشيخ صفاء الدين بالتربية الدينية والدعوة والارشاد، ولم يترك لهُ ذلك وقتا لتصنيف الكثير من الكتب والبحوث، ولهُ بعض المؤلفات في اللغة والنحو مخطوطة، ومن مؤلفاته: «نَثرُ الدُّرَرِ وَالجُمَانِ عَلَى كِتَابِ بَدِيعِ المَعَانِي في شَرحِ عَقيدَةِ الإمامِ أبي عَبدِ اللهِ مَحَمَّدِ الشَّيبَانِي».

## وفاته
توفي الشيخ صفاء الدين القادري في بعقوبة صبيحة يوم الأحد 15 جمادى الأولى 1395 هـ/ 25 أيار 1975م. وشُيعت جنازته من مدينة بعقوبة إلى العاصمة بغداد في جنازة مهيبة ودفن في مقبرة عائلتهِ آل الجيلاني.

## وصلات خارجية
- دروس فقهية للشيخ صفاء الدين القادري عن سنن ومستحبات صلاة العيد على موقع يوتيوب
- دروس وعظ للشيخ صفاء الدين القادري عن الصبر والطاعة في شهر رمضان على موقع يوتيوب